# Liste der Bodendenkmäler in Bissingen (Bayern)
Auf dieser Seite sind die Bodendenkmäler in dem schwäbischen Markt Bissingen zusammengestellt. Diese Tabelle ist eine Teilliste der Liste der Bodendenkmäler in Bayern. Grundlage ist die Bayerische Denkmalliste, die auf Basis des Bayerischen Denkmalschutzgesetzes vom 1. Oktober 1973 erstmals erstellt wurde und seither durch das Bayerische Landesamt für Denkmalpflege geführt wird. Die folgenden Angaben ersetzen nicht die rechtsverbindliche Auskunft der Denkmalschutzbehörde.

## Bodendenkmäler in Bissingen

### Bodendenkmäler im Ortsteil Bissingen
| Lage                 | Objekt                                                                            | Akten-Nr.     | Bild                       |
| -------------------- | --------------------------------------------------------------------------------- | ------------- | -------------------------- |
| Bissingen (Standort) | Siedlung der Urnenfelderzeit. Siehe auch: Urnenfelderzeit                         | D-7-7229-0002 |                            |
| Bissingen (Standort) | Siedlung vorgeschichtlicher Zeitstellung.                                         | D-7-7229-0036 |                            |
| Bissingen (Standort) | Verhüttungsplatz vor- und frühgeschichtlicher Zeitstellung.                       | D-7-7229-0037 |                            |
| Bissingen (Standort) | Körpergräber des frühen Mittelalters.                                             | D-7-7229-0375 |                            |
| Bissingen (Standort) | Mittelalterliche Burg, frühneuzeitliches Schloss.                                 | D-7-7229-0378 |                            |
| Bissingen (Standort) | Mittelalterliche Vorgängerbauten der Katholischen Pfarrkirche St. Peter und Paul. | D-7-7229-0380 | Bodendenkmal D-7-7229-0380 |

### Bodendenkmäler im Ortsteil Bollstadt
| Lage                 | Objekt                                              | Akten-Nr.     | Bild |
| -------------------- | --------------------------------------------------- | ------------- | ---- |
| Bollstadt (Standort) | Siedlung vor- und frühgeschichtlicher Zeitstellung. | D-7-7229-0092 |      |

### Bodendenkmäler im Ortsteil Buggenhofen
| Lage                   | Objekt | Akten-Nr.     | Bild                       |
| ---------------------- | --- | ------------- | -------------------------- |
| Buggenhofen (Standort) | Mittelalterliche und frühneuzeitliche Befunde im Bereich der Wallfahrtskirche Jungfrau Maria. Siehe auch: Mariä Himmelfahrt (Buggenhofen), Buggenhofen | D-7-7229-0391 | Bodendenkmal D-7-7229-0391 |

### Bodendenkmäler im Ortsteil Burgmagerbein
| Lage                     | Objekt                                     | Akten-Nr.     | Bild |
| ------------------------ | ------------------------------------------ | ------------- | ---- |
| Burgmagerbein (Standort) | Grabhügel vorgeschichtlicher Zeitstellung. | D-7-7229-0010 |      |

### Bodendenkmäler im Ortsteil Diemantstein
| Lage                    | Objekt | Akten-Nr.     | Bild                       |
| ----------------------- | --- | ------------- | -------------------------- |
| Diemantstein (Standort) | Mittelalterliche und frühneuzeitliche Befunde im Bereich der Katholischen Pfarrkirche St. Ottilia. Siehe auch: Diemantstein | D-7-7229-0392 | Bodendenkmal D-7-7229-0392 |
| Diemantstein (Standort) | Mittelalterliche Burg und neuzeitliches Schloss Diemantstein. Siehe auch: Schloss Diemantstein                              | D-7-7229-0393 |                            |

### Bodendenkmäler im Ortsteil Fronhofen
| Lage                 | Objekt | Akten-Nr.     | Bild                                |
| -------------------- | --- | ------------- | ----------------------------------- |
| Fronhofen (Standort) | Höhlenstation des Neolithikums, der Urnenfelderzeit, des Mittelalters und der frühen Neuzeit. Siehe auch: Neolithikum, Mittelalter, Neuzeit                                                   | D-7-7229-0005 |                                     |
| Fronhofen (Standort) | Siedlung vor- und frühgeschichtlicher Zeitstellung. | D-7-7229-0009 |                                     |
| Fronhofen (Standort) | Siedlung des Neolithikums. | D-7-7229-0042 |                                     |
| Fronhofen (Standort) | Grabhügel der Hallstattzeit. Siehe auch: Hallstattzeit | D-7-7229-0043 |                                     |
| Fronhofen (Standort) | Abschnittsbefestigung vorgeschichtlicher Zeitstellung, Siedlung des Neolithikums, der Hallstattzeit und des frühen Mittelalters, mittelalterlicher Burgstall. Siehe auch: Burgstall Fronhofen | D-7-7229-0046 | Abschnittsbefestigung D-7-7229-0046 |
| Fronhofen (Standort) | Wallanlage vorgeschichtlicher Zeitstellung, Burgruine des Mittelalters (Hohenburg). Siehe auch: Burg Hohenburg (Thalheim)                                                                     | D-7-7229-0047 | Bodendenkmal D-7-7229-0047          |
| Fronhofen (Standort) | Römische Villa rustica. Siehe auch: Villa rustica | D-7-7229-0048 |                                     |
| Fronhofen (Standort) | Siedlung der römischen Kaiserzeit. | D-7-7229-0395 |                                     |
| Fronhofen (Standort) | Mittelalterliche und frühneuzeitliche Befunde im Bereich der Katholischen Pfarrkirche St. Michael. Siehe auch: Fronhofen (Bissingen)                                                          | D-7-7229-0396 | Bodendenkmal D-7-7229-0396          |

### Bodendenkmäler im Ortsteil Gaishardt
| Lage                 | Objekt | Akten-Nr.     | Bild                       |
| -------------------- | --- | ------------- | -------------------------- |
| Gaishardt (Standort) | Mittelalterliche und frühneuzeitliche Befunde im Bereich der Katholischen Filialkirche St. Veit und Rochus. Siehe auch: Gaishardt (Bissingen) | D-7-7229-0402 | Bodendenkmal D-7-7229-0402 |
| Gaishardt (Standort) | Freilandstation des Mesolithikums, Siedlung vorgeschichtlicher Zeitstellung.                                                                  | D-7-7329-0071 |                            |

### Bodendenkmäler im Ortsteil Göllingen
| Lage                 | Objekt                                                  | Akten-Nr.     | Bild |
| -------------------- | ------------------------------------------------------- | ------------- | ---- |
| Göllingen (Standort) | Siedlung vorgeschichtlicher Zeitstellung.               | D-7-7229-0039 |      |
| Göllingen (Standort) | Mittelalterlicher Burgstall. Siehe auch: Burg Göllingen | D-7-7229-0040 |      |
| Göllingen (Standort) | Grabhügel vorgeschichtlicher Zeitstellung.              | D-7-7229-0086 |      |

### Bodendenkmäler im Ortsteil Hochstein
| Lage                 | Objekt                       | Akten-Nr.     | Bild |
| -------------------- | ---------------------------- | ------------- | ---- |
| Hochstein (Standort) | Mittelalterlicher Burgstall. | D-7-7229-0085 |      |

### Bodendenkmäler im Ortsteil Kesselostheim
| Lage                     | Objekt | Akten-Nr.     | Bild |
| ------------------------ | --- | ------------- | ---- |
| Kesselostheim (Standort) | Siedlung der Hallstatt- und Latènezeit, mittelalterliche Kapelle und Körpergräber vor- und frühgeschichtlicher Zeitstellung. Siehe auch: Hallstattzeit, Latènezeit, Körpergrab | D-7-7229-0013 |      |

### Bodendenkmäler im Ortsteil Oberliezheim
| Lage                    | Objekt | Akten-Nr.     | Bild                       |
| ----------------------- | --- | ------------- | -------------------------- |
| Oberliezheim (Standort) | Siedlung der römischen Kaiserzeit.                                                                                                | D-7-7329-0073 |                            |
| Oberliezheim (Standort) | Mittelalterliche und frühneuzeitliche Befunde im Bereich der Katholischen Filialkirche St. Leonhard des 18. Jh. und Vorgängerbau. | D-7-7329-0415 | Bodendenkmal D-7-7329-0415 |

### Bodendenkmäler im Ortsteil Oberringingen
| Lage                     | Objekt                                                               | Akten-Nr.     | Bild |
| ------------------------ | -------------------------------------------------------------------- | ------------- | ---- |
| Oberringingen (Standort) | Siedlung vorgeschichtlicher Zeitstellung.                            | D-7-7229-0003 |      |
| Oberringingen (Standort) | Grabhügel vorgeschichtlicher Zeitstellung. Siehe auch: Hügelgrab     | D-7-7229-0008 |      |
| Oberringingen (Standort) | Römische Villa rustica.                                              | D-7-7229-0060 |      |
| Oberringingen (Standort) | Grabhügel vorgeschichtlicher Zeitstellung.                           | D-7-7229-0061 |      |
| Oberringingen (Standort) | Grabhügel vorgeschichtlicher Zeitstellung.                           | D-7-7229-0062 |      |
| Oberringingen (Standort) | Siedlung vorgeschichtlicher Zeitstellung.                            | D-7-7229-0064 |      |
| Oberringingen (Standort) | Siedlung des Neolithikums, der Urnenfelderzeit und des Mittelalters. | D-7-7229-0070 |      |
| Oberringingen (Standort) | Körpergräber der späten römischen Kaiserzeit.                        | D-7-7229-0409 |      |
| Oberringingen (Standort) | Siedlung der Linearbandkeramik.                                      | D-7-7229-0410 |      |

### Bodendenkmäler im Ortsteil Stillnau
| Lage                | Objekt | Akten-Nr.     | Bild                       |
| ------------------- | --- | ------------- | -------------------------- |
| Stillnau (Standort) | Grabhügel vorgeschichtlicher Zeitstellung.                                                                                     | D-7-7229-0011 |                            |
| Stillnau (Standort) | Siedlung der Linearbandkeramik. Siehe auch: Linearbandkeramik                                                                  | D-7-7229-0012 |                            |
| Stillnau (Standort) | Mittelalterliche und frühneuzeitliche Befunde im Bereich der Pfarrkirche St. Alban. Siehe auch: St. Alban (Stillnau), Stillnau | D-7-7229-0412 | Bodendenkmal D-7-7229-0412 |

### Bodendenkmäler im Ortsteil Thalheim
| Lage                | Objekt                                                                                          | Akten-Nr.     | Bild |
| ------------------- | ----------------------------------------------------------------------------------------------- | ------------- | ---- |
| Thalheim (Standort) | Grabhügel vorgeschichtlicher Zeitstellung.                                                      | D-7-7229-0023 |      |
| Thalheim (Standort) | Siedlung vorgeschichtlicher Zeitstellung.                                                       | D-7-7229-0053 |      |
| Thalheim (Standort) | Wallanlage vor- und frühgeschichtlicher, mittelalterlicher oder frühneuzeitlicher Zeitstellung. | D-7-7229-0313 |      |

### Bodendenkmäler im Ortsteil Unterbissingen
| Lage                      | Objekt | Akten-Nr.     | Bild |
| ------------------------- | --- | ------------- | ---- |
| Unterbissingen (Standort) | Siedlung der Linearbandkeramik, der Hallstatt- und Latènezeit, römische Villa rustica. Siehe auch: Villa rustica                   | D-7-7229-0035 |      |
| Unterbissingen (Standort) | Mittelalterliche und frühneuzeitliche Befunde im Bereich der Katholischen Filialkirche St. Ulrich. Siehe auch: [[>Unterbissingen]] | D-7-7229-0417 |      |
| Unterbissingen (Standort) | Freilandstation des Mesolithikums.                                                                                                 | D-7-7329-0043 |      |
| Unterbissingen (Standort) | Grabhügel vorgeschichtlicher Zeitstellung.                                                                                         | D-7-7329-0417 |      |
| Unterbissingen (Standort) | Grabhügel vorgeschichtlicher Zeitstellung.                                                                                         | D-7-7329-0418 |      |

### Bodendenkmäler im Ortsteil Unterliezheim
| Lage                     | Objekt                                     | Akten-Nr.     | Bild |
| ------------------------ | ------------------------------------------ | ------------- | ---- |
| Unterliezheim (Standort) | Grabhügel vorgeschichtlicher Zeitstellung. | D-7-7229-0050 |      |

### Bodendenkmäler im Ortsteil Unterringingen
| Lage                      | Objekt | Akten-Nr.     | Bild |
| ------------------------- | --- | ------------- | ---- |
| Unterringingen (Standort) | Grabhügel vorgeschichtlicher Zeitstellung.                                                                        | D-7-7229-0024 |      |
| Unterringingen (Standort) | Siedlung vorgeschichtlicher Zeitstellung.                                                                         | D-7-7229-0059 |      |
| Unterringingen (Standort) | Mittelalterliche und frühneuzeitliche Befunde im Bereich der Evangelisch-Lutherischen Pfarrkirche St. Laurentius. | D-7-7229-0421 |      |

### Bodendenkmäler im Ortsteil Warnhofen
| Lage                 | Objekt                                    | Akten-Nr.     | Bild |
| -------------------- | ----------------------------------------- | ------------- | ---- |
| Warnhofen (Standort) | Siedlung vorgeschichtlicher Zeitstellung. | D-7-7229-0054 |      |
| Warnhofen (Standort) | Brandgräber der Hallstattzeit.            | D-7-7229-0424 |      |

### Bodendenkmäler im Ortsteil Zoltingen
| Lage                 | Objekt | Akten-Nr.     | Bild |
| -------------------- | --- | ------------- | ---- |
| Zoltingen (Standort) | Siedlung der römischen Kaiserzeit. Siehe auch: Römische Kaiserzeit                                                                               | D-7-7229-0018 |      |
| Zoltingen (Standort) | Freilandstation des Mesolithikums, Siedlung der Urnenfelder- und Latènezeit, mittelalterliche Wüstung. Siehe auch: Freilandstation, Mesolithikum | D-7-7229-0031 |      |
| Zoltingen (Standort) | Siedlung der Latènezeit. | D-7-7229-0073 |      |
| Zoltingen (Standort) | Siedlung der Latènezeit. | D-7-7229-0077 |      |
| Zoltingen (Standort) | Körpergräber des Frühmittelalters. Siehe auch: Körpergrab                                                                                        | D-7-7229-0079 |      |
| Zoltingen (Standort) | Mesolithische Freilandstation, Siedlung des Jungneolithikums sowie der Urnenfelder- und Latènezeit. Siehe auch: Jungneolithikum                  | D-7-7229-0430 |      |
| Zoltingen (Standort) | Siedlung der Urnenfelder- und Latènezeit. | D-7-7229-0432 |      |
| Zoltingen (Standort) | Freilandstation des Mesolithikums, Siedlung des Neolithikums und der Latènezeit.                                                                 | D-7-7229-0439 |      |
| Zoltingen (Standort) | Grabhügel der Hallstattzeit. | D-7-7229-0440 |      |
| Zoltingen (Standort) | Siedlung der Latènezeit. | D-7-7229-0441 |      |
| Zoltingen (Standort) | Verhüttungsplatz vor- und frühgeschichtlicher Zeitstellung.                                                                                      | D-7-7229-0442 |      |
| Zoltingen (Standort) | Siedlung der Urnenfelder- und Latènezeit. | D-7-7229-0443 |      |
| Zoltingen (Standort) | Freilandstation des Mesolithikums, Siedlung vorgeschichtlicher Zeitstellung und der Latènezeit.                                                  | D-7-7229-0444 |      |
| Zoltingen (Standort) | Siedlung der Altheimer Kultur und des Mittelalters. Siehe auch: Altheimer Kultur                                                                 | D-7-7229-0445 |      |
| Zoltingen (Standort) | Körpergräber des frühen Mittelalters. | D-7-7229-0446 |      |

### Bodendenkmäler ohne Lokation
| Lage       | Objekt                                                           | Akten-Nr.     | Bild |
| ---------- | ---------------------------------------------------------------- | ------------- | ---- |
| (Standort) | Viereckige Wallanlage vor- und frühgeschichtlicher Zeitstellung. | D-7-7229-0509 |      |